# Малярщина
Малярщина (укр. Малярщина; до 2016 года — Червоная Украинка, укр. Червона Українка) — село в Дружбовском сельском совете Криничанского района Днепропетровской области Украины.
Код КОАТУУ — 1222082307. Население по переписи 2001 года составляло 167 человек.

## Географическое положение
Село Малярщина находится в 1,5 км от села Ульяновка.
По селу протекает пересыхающий ручей с запрудой.